# آنوفل
آنوفل (نام علمی: Anopheles) سرده‌ای از خانوادهٔ پشه است. حدود 460 گونه در این سرده شناسایی شده که حدود ۷۰ تا از آن‌ها توانایی انتقال بیماری مالاریا به انسان را دارند. بیماری مالاریا یکی از مُهلک‌ترین بیماری‌ها است که سالانه جان میلیون‌ها انسان را به علت نبود راههای مقابله و عدم دسترسی به دارو می‌گیرد. از علائم آن می‌توان به تب، لرزش شدید، تشنگی و عرق‌کردن اشاره کرد اما مبتلایان به آن بر اثر کم‌خونی، نارسایی کلیه، کبد و آسیب‌های مغزی جان می‌سپارند. عامل این بیماری چند گونه از پلاسمودیوم‌هاست که از طریق نیش پشهٔ آنوفل به انسان منتقل می‌شوند. (پلاسمودیوم‌ها از فرمانرو (سلسله) آغازیان هاگدار هستند که انگل درون سلول محسوب می‌شوند) بیشترین همه گیری مالاریا در قاره افریقا است.

## چرخهٔ بیماری مالاریا
وقتی پشهٔ آلوده انسان را نیش می‌زند تا از خون او تغذیه کند. ابتدا مقداری از بزاق خود را که حاوی ماده‌ای برای جلوگیری از انعقاد خون است، تزریق می‌کند. اگر آنوفل آلوده به پلاسمودیوم باشد، آنگاه همراه بزاق آن، پلاسمودیوم‌ها وارد خون انسان می‌شوند. در این مرحله آن‌ها اسپوروزئیت نامیده می‌شوند. همراه خون به کبد رفته و آن را آلوده می‌کنند. اسپوروزئیت‌ها در سلول‌های جگر به سرعت از طریق میتوز تقسیم می‌شوند و میلیون‌ها سلول را که هر یک مروزوئیت نام دارد پدید می‌آورند. مروزوئیت‌ها دوباره به خون برمی‌گردند و به سلول‌های گلبول قرمز حمله می‌کنند و در آنجا به‌سرعت تقسیم می‌شوند. طی ۴۸ ساعت گلبول‌ قرمز می‌ترکد و مروزوئیت‌ها و مواد سمی آزاد می‌شوند. بعضی از مروزوئیت‌ها به گامتوسیت نمو می‌یابند. وقتی پشهٔ جدید، انسان را برای تغذیه از خون نیش می‌زند، گامتوسیت‌ها به بدن پشه منتقل می‌شوند. طی تقسیم میوز، گامت می‌سازند و گامت‌ها با  شدن باهم زیگوت می‌سازند و زیگوت طی تقسیم میتوزی اسپوروزئیت تولید می‌کند که وارد غدهٔ بزاق پشه می‌شود.